# Lidija Iwanowna Djomkina
Lidija Iwanowna Djomkina (russisch Лидия Ивановна Дёмкина; * 26. Januarjul. / 7. Februar 1900greg. in St. Petersburg; † 29. März 1994 ebenda) war eine russische Physikochemikerin.

## Leben
Djomkina stammte aus einer kinderreichen Familie. Ihr Vater Iwan Iwanowitsch Djomkin war Rechtsanwalt. Ihre Mutter Jelisaweta Wassiljewna geborene Alexandrowa stammte aus einer Kaufmannsfamilie. Djomkinas Großvater Ioann Ioannowitsch Djomkin war russisch-orthodoxer Erzpriester. Ihre Jugend verbrachte Djomkina in Reval. Zu Beginn des Ersten Weltkriegs kehrte die Familie nach St. Petersburg zurück. 1917 verließ Djomkina das Gymnasium mit einer Goldmedaille.
Nach der Oktoberrevolution begann Djomkina 1920 das Studium am Petrograder Bergbau-Institut in der metallurgischen Fakultät. Daneben arbeitete sie als Laborantin im neuen Laboratorium für Photometrie des Instituts für Optik (GOI) unter der Leitung Sergei Ossipowitsch Maisels.
1932 wurde Djomkina Leiterin des Laboratorium für Farben des GOI. 1936 wurde sie mit Gleb Nikolajewitsch Rautian, Igor Michailowitsch Buschinski und weiteren Mitarbeitern nach Isjum versetzt, um in der Nachfolge Grigori Juljewitsch Schukowskis als Chefin die Forschungs- und Entwicklungsabteilung des Isjumer Werks für Optisches Glas (ISOS) zu leiten. Sie verbesserte die Herstellungstechnik und initiierte mit den Mitarbeitern des GOI und des ISOS die industrielle Fertigung optischen Glases. Sie untersuchte die physikalischen und chemischen Eigenschaften farbloser und gefärbter optischer Gläser. 1934 berichtete sie auf der ersten Konferenz für physiologische Optik. Sie systematisierte die Produktion des Isjumer Werks für Optisches Glas. Dank ihrer Arbeiten konnte der Import farbiger optischer Gläser 1936 eingestellt werden, nachdem bereits 1927 der Import farblosen optischen Glases beendet worden war. Auf der Basis ihrer Arbeiten wurde sie 1938 ohne Verteidigung einer Dissertation zur Kandidatin der technischen Wissenschaften promoviert.
Ab 1939 leitete Djomkina das Laboratorium für Farbmetrik des Leningrader Mendelejew-Allunionsinstituts für Metrologie. Während des Deutsch-Sowjetischen Krieges arbeitete sie in Sars im Rajon Oktjabrski. Sie leitete dort zunächst die Produktion optischen Glases in dem Werk, das aus den evakuierten Teilen der Werke in Leningrad, Isjum und Nikolsk gebildet worden war, und war dann Cheftechnologin. 1946 kehrte Djomkina als wissenschaftliche Seniormitarbeiterin ins GOI zurück. 1950 verteidigte sie ihre Doktor-Dissertation über die Berechnung  der Brechungsindices und Dichten farbloser Gläser aus ihrer chemischen Zusammensetzung. 1963 wurde sie Chefin des Laboratoriums für optisches Glas und 1966 wieder Seniormitarbeiterin des GOI. Zu ihren Schülern gehörte Wladimir Nikolajewitsch Poluchin.
Djomkina gehörte zu den Gründern und aktiven Mitgliedern der Russischen Optischen Gesellschaft, die sich 1922 gegründet und 1929 wegen finanzieller Schwierigkeiten aufgelöst hatte. Als die Gesellschaft auf Initiative des GOI 1990 wiedergegründet wurde, war Djomkina Ehrengast. Sie erhielt 1991 das Ehrenmitgliedsdiplom Nr. 1 der Gesellschaft, die jetzt Dmitri Sergejewitsch Roschdestwenskis Namen trägt.
Djomkina war seit 1925 mit Gleb Nikolajewitsch Rautian verheiratet und hatte 8 Kinder, die alle studierten.

## Ehrungen, Preise
- Orden des Roten Sterns (1942)
- Orden des Roten Banners der Arbeit (1943)
- Medaille „Für heldenmütige Arbeit im Großen Vaterländischen Krieg 1941–1945“ (1945)
- Orden des Ruhms der Mutterschaft (1946)
- Leninorden (1962)
- Verdiente Wissenschaftlerin der RSFSR (1969)
- Staatspreis der UdSSR (1970)
- Orden der Oktoberrevolution (1980)
- Orden der Völkerfreundschaft (1985)